# Lucinda Fredericks

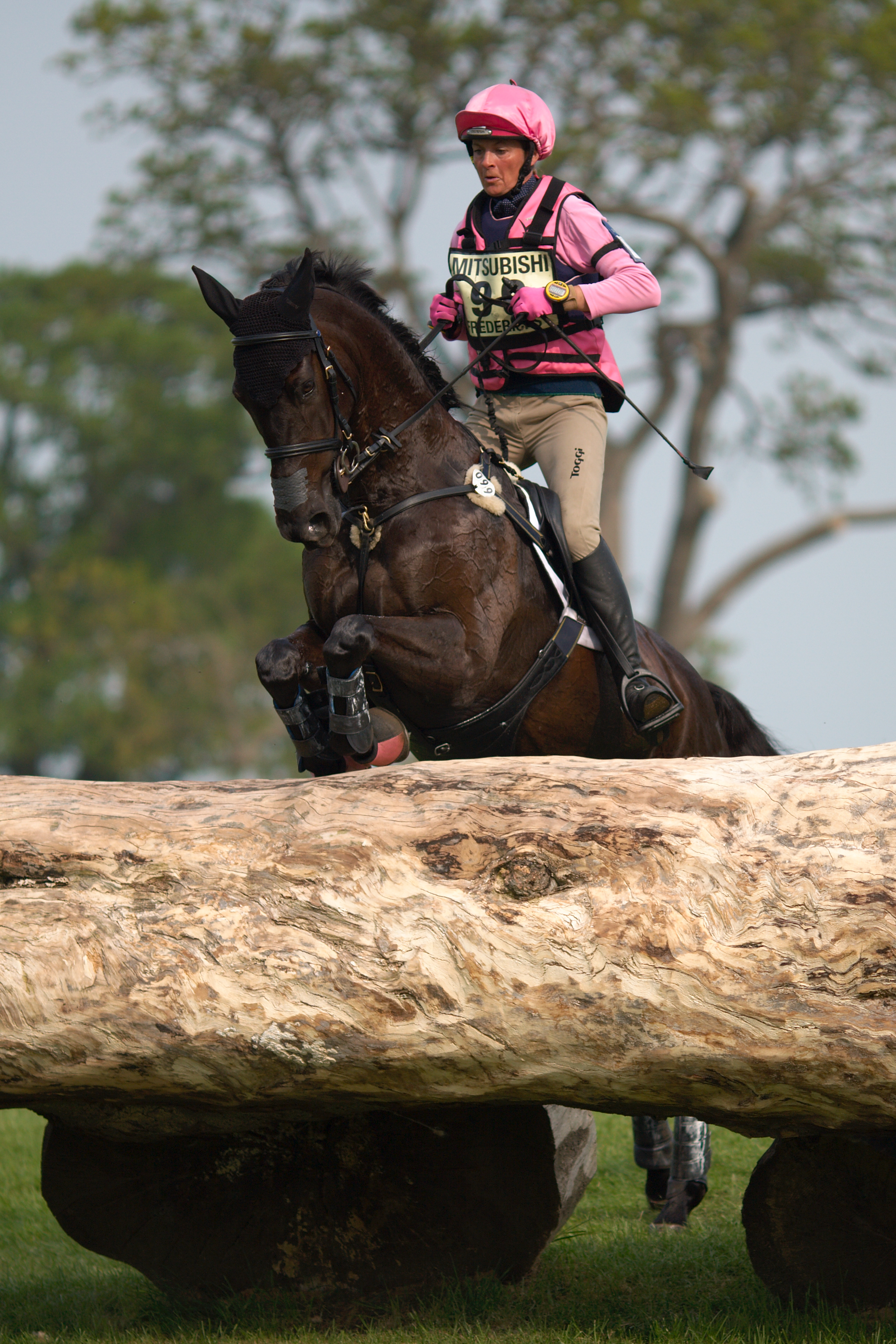
Lucinda Fredericks und Prada bei den Badminton Horse Trials (2011)

Lucinda Fredericks (* 28. September 1967 in England, als Lucinda Murray) ist eine international erfolgreiche Vielseitigkeitsreiterin.

## Leben
Neben der Vielseitigkeit reitet Fredericks zudem Dressur auf Grand-Prix-Niveau.
Seit ihrer Heirat mit Clayton Fredericks reitet sie für Australien. Das Paar hat eine gemeinsame Tochter, Ellie, und lebt in Devizes, England.
Mit Headley Britannia gewann sie bereits die CCI4*-Turniere in Burghley (2006), Badminton (2007) und Kentucky, somit ist die Stute das einzige Pferd, das jemals diese drei Prüfungen gewonnen hat.
Bei den Olympischen Spielen 2008 wurde sie Headley Britannia 26. in der Einzelwertung und gewann mit der Mannschaft Silber. Vier Jahre später nahm sie erneut an den Olympischen Sommerspielen teil, ihr Pferd war Flying Finish.

## Pferde (Auszug)
- Prada (* 2000), dunkelbraune Württemberger-Stute, Vater: Pik Junior
- Headley Britannia (* 1993; † April 2014), Fuchsstute, Vater: Jumbo
- Latina 43 (* 2002), braune Stute, Vater: Landor S
- The Navigator (* 2000), brauner Wallach
- Mr Alligator (* 1994), Fuchswallach